# Hősök tere (Metró Budapest)
Hősök tere (früher: Aréna út) ist eine 1896 eröffnete Station der Linie 1 (Földalatti) der Metró Budapest und liegt zwischen den Stationen Bajza utca und Széchenyi fürdő. 
Die Station befindet sich am gleichnamigen Hősök tere (deutsch Heldenplatz) an der Andrássy út im VI. Budapester Bezirk. 
In der Nähe befinden sich das Museum der Bildenden Künste und die Kunsthalle.

## Galerie

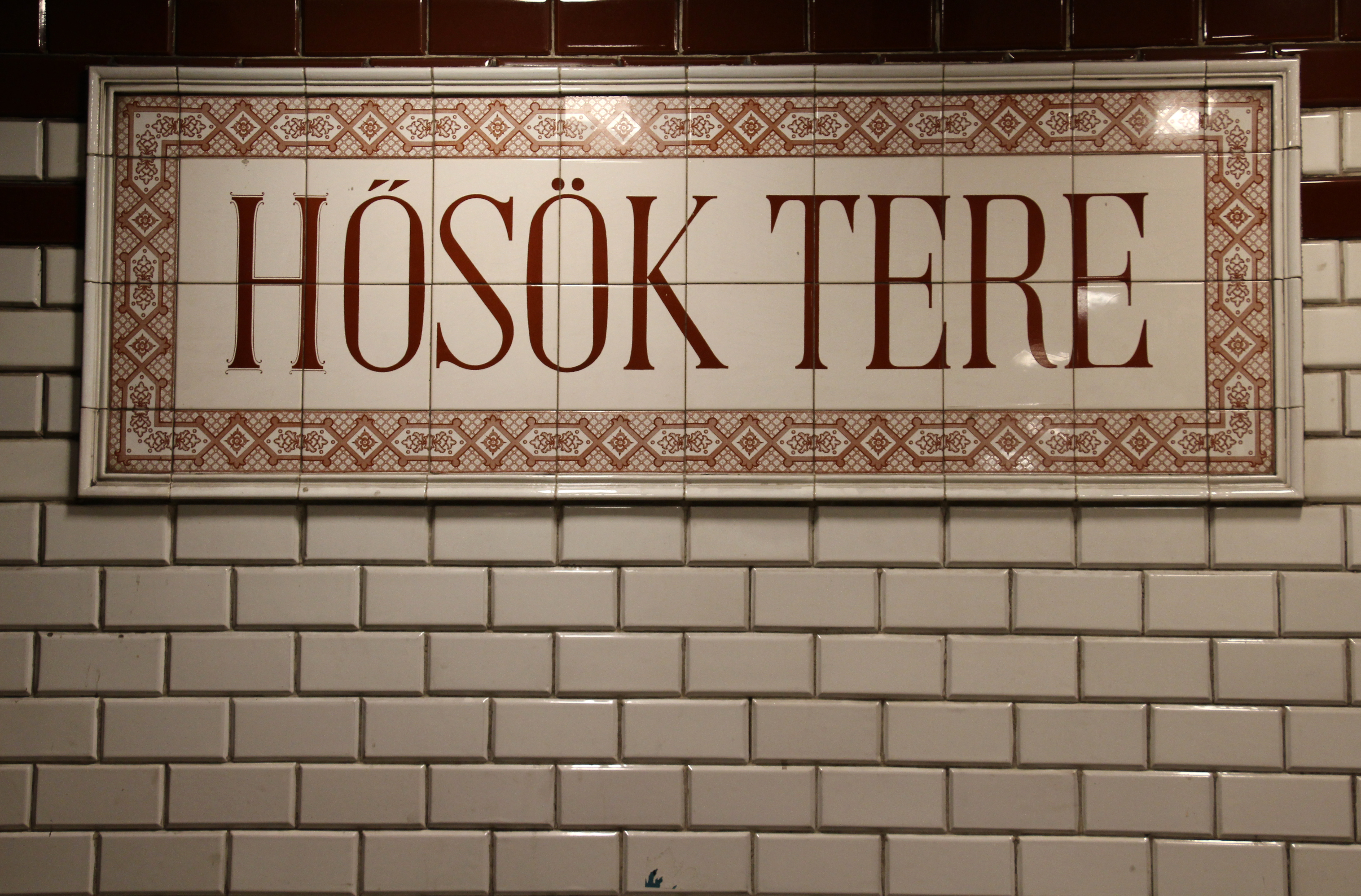
Stationsschild
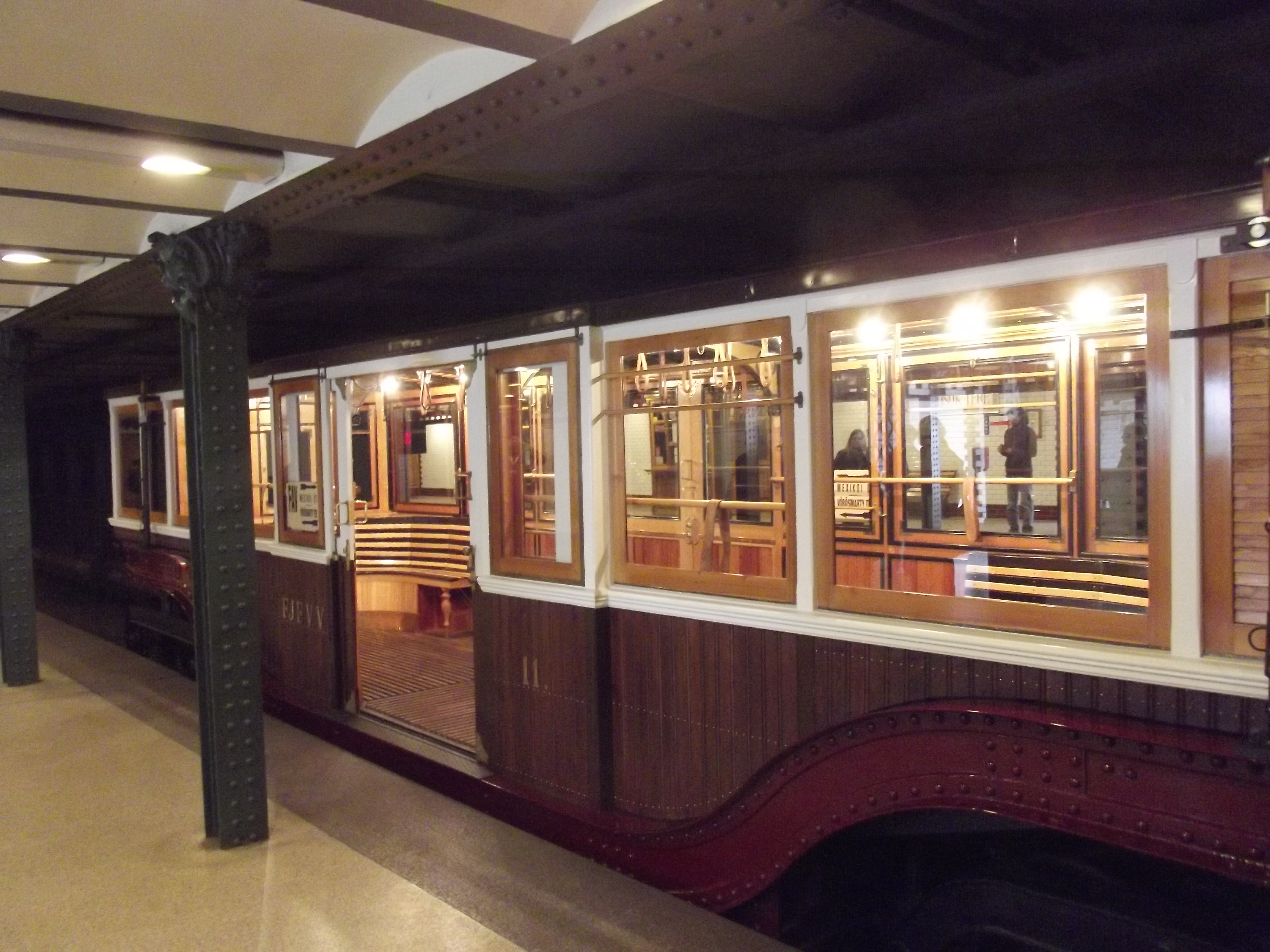
Historischer Zug am Bahnsteig
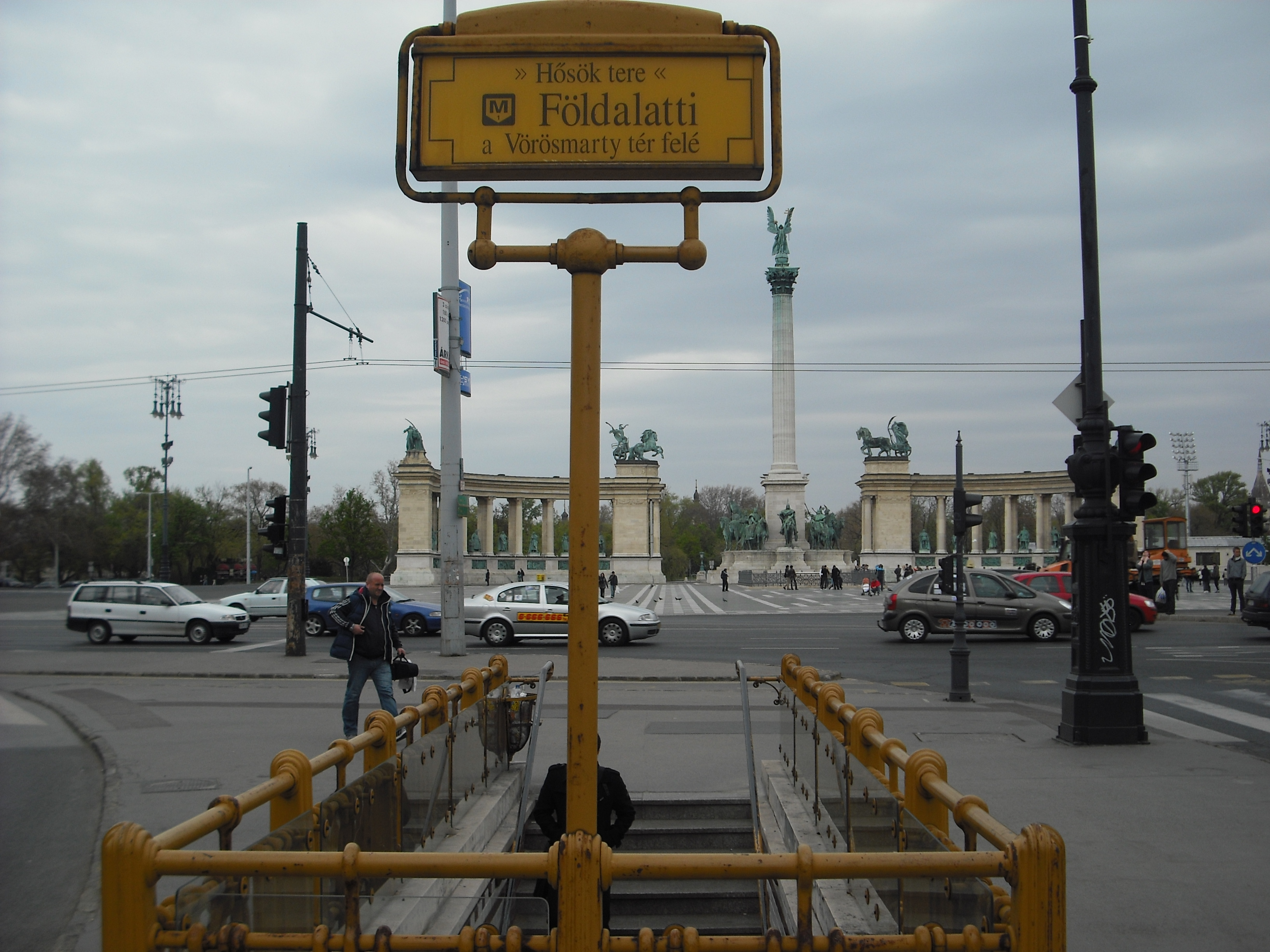
Zugang mit Heldenplatz im Hintergrund
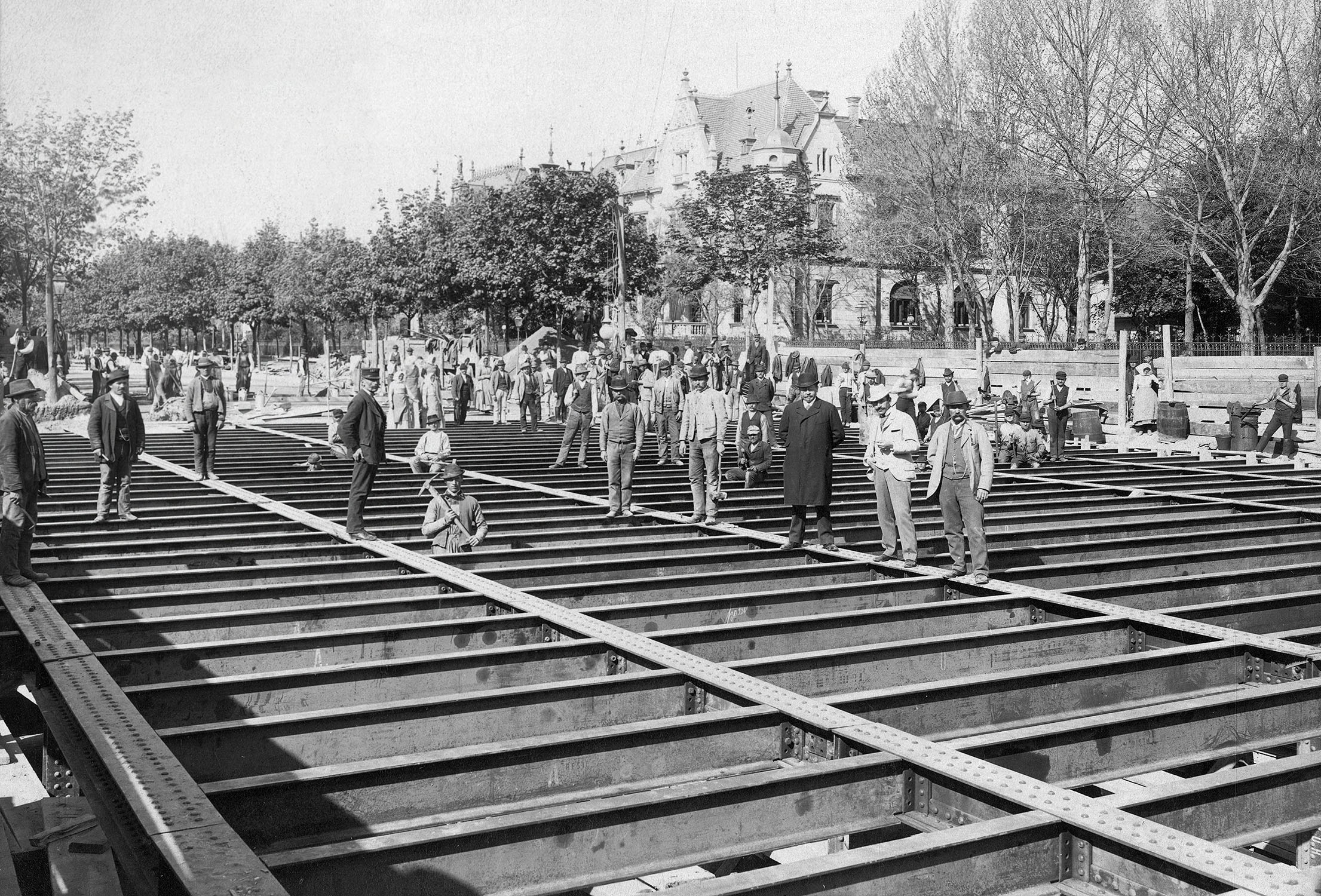
Bauarbeiten an der Station 1896